# گیلیوف-لوگ
گیلیوف-لوگ (به لاتین: Gilyov-Log) یک منطقهٔ مسکونی در روسیه است که در سرزمین آلتای واقع شده‌است.